# Regimiento de Infantería de Monte 28
El Regimiento de Infantería de Monte 28 «Generala Juana Azurduy de Padilla» (RI Mte 28) es una unidad del Ejército Argentino dependiente de la III Brigada de Monte, 1.ª División de Ejército «Teniente General Juan Carlos Sánchez».

## Historia

### Orgánica
El Ministerio de Guerra resolvió formar una unidad militar de selva creando el III Batallón del Regimiento de Infantería 20 en el año 1943.
En 1954 el III Batallón adquirió el nombre Batallón de Monte Escuela y en 1957 Batallón de Monte.
En 1961 el Batallón de Monte se vio sometido a cambios y se convirtió en el Regimiento de Infantería de Monte 28 Escuela; finalmente en 1965 se suprimió su condición de Escuela.
La Guerra del Chaco entre Bolivia y Paraguay por en control del Chaco Boreal entre 1932 y 1935 hizo que el gobierno argentino decidiera mandar un batallón del Regimiento 18 a Aguaray en septiembre de 1932, hasta mediados de 1935 cuando terminó la guerra. El batallón regresó a su asiento en Santiago del Estero. Sin embargo, en 1939 la población de Tartagal solicitó al gobierno nacional la instalación definitiva de una unidad militar. En diciembre de 1943 se inauguró la guarnición, donde se instaló el Batallón 3 del Regimiento de Infantería 20 «Cazadores de los Andes».
Juana Azurduy fue una heorína de la Guerra de la Independencia de Bolivia. El 25 de abril de 1996 el Regimiento 28 recibió el nombre histórico "Generala Juana Azurduy de Padilla".

### Operaciones
- Combate de "Potrero Negro", 25 de septiembre de 1975 (49 años):

... el Subt. Rodolfo Hernán Berdina reflexiona: él es "oficial a cargo" de columna, y si hay combate la responsabilidad le impone estar allí donde se corre el mayor riesgo. Sin vacilar emprende la carrera para tomar el mando de la fracción empeñada; a 1 m de distancia corre detrás de él el conscripto soldado AOR clase 1954 Ismael Maldonado, oriundo de Rosario de la Frontera, Salta. Ve partir al oficial y aunque no le ordenó nada, sale tras él. También él había reflexionado. Ya están en la zona batida por el fuego, Maldonado acciona su FAL: fusil automático liviano belga con licencia y construcción rosarina, hacia donde proviene el fuego y buscando cubrir a su jefe; ambos son alcanzados por los proyectiles y caen heridos de muerte. Uno cumpliendo con la responsabilidad de jefe, el otro rindiendo culto a una de las más hermosas virtudes del soldado, la lealtad.

#### Lucha contra la guerrilla y terrorismo de Estado (décadas de 1970 y 1980)
Durante la década de 1970, el cuartel del Regimiento de Infantería de Monte 28 fue lugar de un centro clandestino de detención(FUENTE :de cristal ) . En el año 2012, un total de siete testigos afirmaron al Tribunal Oral en lo Federal Criminal de Salta que en el cuartel funcionaba un grupo de tareas y se entrenaban represores que operaban conjuntamente con la Gendarmería Nacional y la Policía de Salta. Se cuentan 34 víctimas de crímenes de lesa humanidad, de los que están acusados 20 militares, policías y un civil.

#### Operativo Independencia
El Regimiento 28 participó de la Operación Independencia, la cual se desarrolló en la provincia de Tucumán entre 1975 y 1976 y cuyo objetivo era eliminar al Ejército Revolucionario del Pueblo (ERP).
El Regimiento se estableció en el sudoeste de la provincia en febrero de 1975.
El Regimiento 28 formó, junto al Regimiento de Infantería 19, la Fuerza de Tareas «Aconquija». El conjunto de soldados de cada regimiento constituyó un equipo de combate. Tenían su base de combate en Santa Lucía; y posteriormente se instaló otra base en Caspichango a cargo de uno de los equipos de combate.
El 5 de septiembre de 1975, soldados del Regimiento 28 cayeron en una emboscada del ERP. Los militares repelieron el ataque perdiendo al jefe de la 2.ª Sección, subteniente Rodolfo Berdina, y al soldado Ismael Maldonado. Como homenaje al oficial muerto, la FT «Aconquija» pasó a denominarse «FT “Berdina”», y como ajuste, los equipos de combate de los Regimientos 19 y 28 adquirieron los nombres «Aconquija» e «Ibatín» respectivamente.

### Conflicto con Chile
Durante el conflicto del Beagle en 1978, el Regimiento 28 fue desplegado mediante tren al paso Cardenal Samoré, en Neuquén.

### Apoyo a la población
El Regimiento 28 prestó personal y medios a las tres campañas contra el cólera en los años 1991, 1992 y 1993, en la zona de mayor peligro de epidemia del país. Actualmente presta apoyo logístico a la población durante las inundaciones trasladando enfermos y víveres.

### Misiones de paz
La unidad participa en misiones de paz desde 1992. Durante el Batallón Ejército Argentino (BEA) 1 en el marco de la Fuerza de Protección de las Naciones Unidas (UNPROFOR) en Croacia y Bosnia-Hezergovina falleció en cumplimiento de la misión el Sargento primero Aguilera.

### Control de fronteras
En septiembre de 2013 se reactivó la Brigada III del Ejército Argentino, como "Brigada de Monte", y el RIMte 28 pasó a formar parte de esta gran unidad.
El Regimiento 28 participó del Operativo Fortín, se conformó una Batería de Alerta Temprana en Tartagal, dotada de un radar Cardion AN/TPS-44 Alert MK II.